# Uri János
Uri János (Nagykőrös, 1724. december 27. – Oxford, 1796. október 18.) filológiai és teológiai doktor, orientalista, könyvtáros, az Oxfordi Egyetem keleti kéziratainak rendezője.

## Élete
Nagykőrösen született, Uri Imre fiaként. Középiskoláit Magyarországon végezve, a harderwijki egyetemen két karnak volt hallgatója, a bölcseletinek és a teológiainak. Mindkettőn doktori rangot nyert; innét a leideni egyetemre ment; 1756. szeptember 17-én iratkozott be és a nagy Albert Schultenst, korának leghíresebb orientalistáját hallgatta. Ezidőtől fogva tanulmányait az arab, héber, perzsa, török irodalom körében végezte. 1770-ig tartózkodott Leidenben; ekkor az oxfordi Bodleian Libary igazgatói meghívták, hogy a soknyelvű keleti kéziratokban gazdag könyvtár kincseit rendezze  és egy tudományos katalógusban ismertesse. Másfél évtizeden át foglalkozott a Bodleian gazdag kéziratkincsével és 1787-ben jelenhetett meg munkája eredménye. Urit 1794-ben Budai Ézsaiás meglátogatta Oxfordban, mely alkalomból egy könyvet kapott tőle ajándékba; ebbe Budai érdekes emlékjegyzetet írt Uriról, latinul: "Urinak bár nem volt hivatalos tanári állása az oxfordi egyetemen, nagy tudományát, könyvtári tiszte mellett, tanító működéssel is hasznossá tette." Meghalt 1796. október 18-án este 8 óra felé vacsora közben. Földi maradványait a város Szent Mihály templomának szentélyében helyezték el. Dr. White, volt tanítványa és az oxfordi egyetemen az arab nyelv tanára, Uri emlékére szobája ablaküvegére saját meghagyására karcolt életére, működésére és halálára vonatkozó angol nyelvű sorokat, melyeket Goldziher közöl. Emlékezetéről szintén Goldziher Ignác 1907. november 4-én tartott felolvasást a Magyar Tudományos Akadémián.

## Munkái
- De fulmine... Pro Liberalium Artium Magisterio et Gradu Doctoratus in Philosophia 1753. jún. 8. Harderwjkii.
- Dissertatio philologico-theologica inauguralis de rege feliciter regnante. Uo. 1755.
- Carmen mysticum Burda dictum Abi Abdallah M. B. S. Busiridae Aegyptii e codice manuscripto B. L. B. latine conversum. Accedunt Origines arabico hebraicae, Paravit et edidit, Lugduni Batavorum, 1761. (Ezen «Burda, azaz «Köpenyköltemény az izlam világában nagy hírnek örvendő arab költemény kiadása és magyarázása. Tíz éven belül két kiadást ért. (Francziául: René Basset ford. Páris, 1894. Bibliothèque Orientale Elzevirienne LXIX. része).
- Prima decas originum Hebraeorum genuinarum ad loca biblica rectius intelligenda. Uo. 1761.
- Carmen Arabicum, sive verba doctoris Auheddini Al Nassaphi de religionis Sonniticae principiis numero vincta, nec non Persicum, nimirum Saadi Shirazidae operis Pomerium dicti initium ubi de Deo T. O. M. Edidit et latine vertit. Oxonii, 1770.
- Epistolae Turcicae et narrationes Persicae editae ac latine conversae. Uo. 1771.
- Rabbi Jehudae F. Salomonis vulgo dicti Charizi, eloquentiae Hebraicae principis, primus et tricesimus concessus de latrone transfigurato nuper e codice mscr. latine conversus a ... Accedunt versiculi ex quinquagesimo ejus... excerpti. Londini, 1773.
- Kennicotti (B.) Dissertatio generalis in Vetus Testamentum Hebraicum... Oxonii, 1780.
- Pharus artis grammaticae hebraeae. Uo. 1784.
- LXX. Lebdomedum, quas Gabriel ad Danielen detulerat, interpretatio, paraphrasis, computatio, cum vocabulorum difficiliorum explicatione. Accedit virgo alman, cum Immanuel. Uo. 1785. és 1788.
- Bibliothecae Bodleianae codicum manuscriptorum orientalium... Catalogus... Uo. 1787. (Melyhez a könyvtár igazgatója írt előszót; maga Uri is írt hozzá előszót, mely ugyan nem jelent meg; ennek kézirata azonban a Bibliotheca Porriana katalogusának 62. lapján említve van és ezen könyvtár eladása után ismeretlen helyre került).

## Források

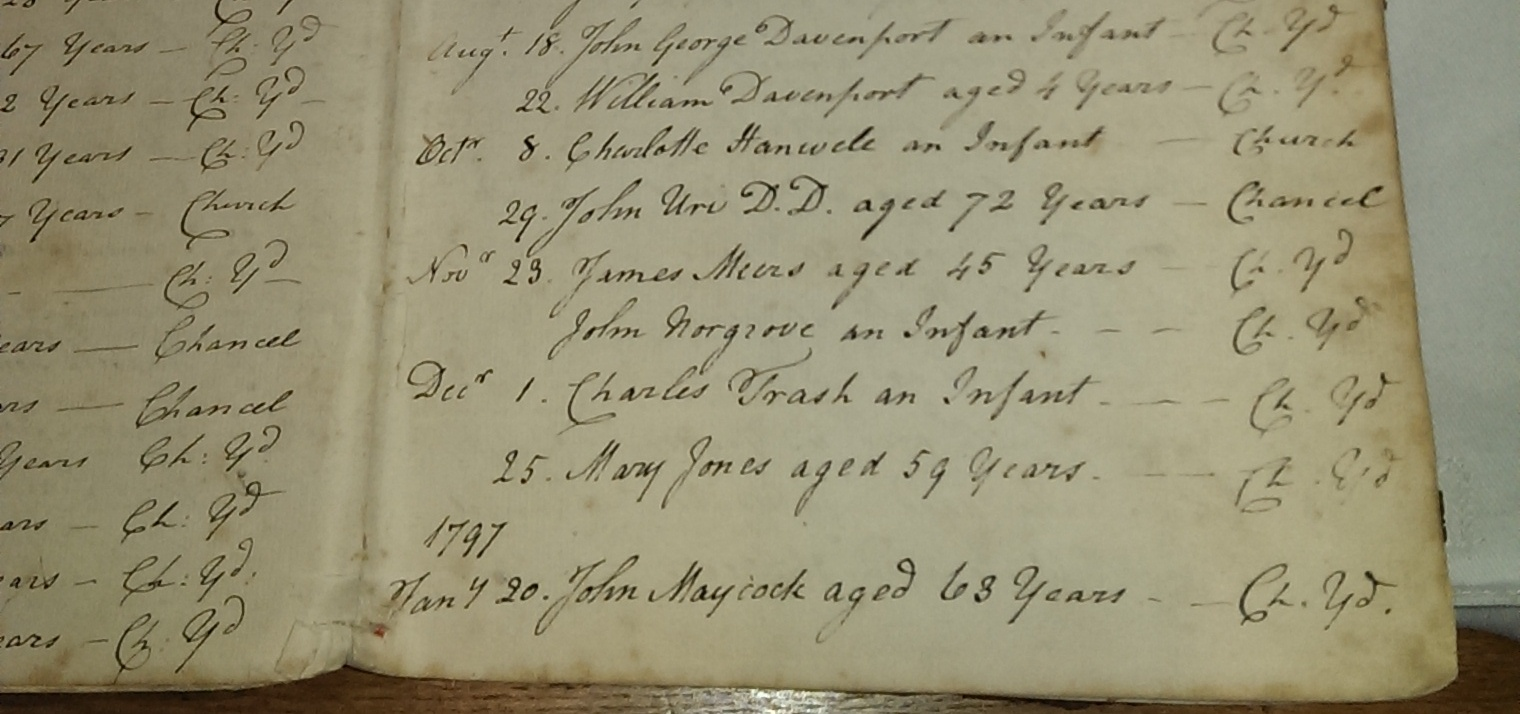
Uri János temetési bejegyzése